# Heinrich Kunstmann
Heinrich Kunstmann (ur. 4 marca 1923 w Ratyzbonie, zm. 17 lutego 2009 w Monachium) – niemiecki slawista i tłumacz polskiej literatury współczesnej, profesor Uniwersytetu Ludwika i Maksymiliana w Monachium.
Tłumaczył, między innymi, utwory teatralne Gombrowicza, Witkacego, Mrożka oraz dzieła Herberta i Iredyńskiego. Był zaprzyjaźniony z Tymoteuszem Karpowiczem i korespondował z nim w ciągu ponad trzydziestu lat.
Zajmował się badaniem historii stosunków słowiańsko-niemieckich. 

## Dzieła (wybór)
- Heinrich Kunstmann: Pisma wybrane, wybrał Marek Zybura, Kraków : Towarzystwo Autorów i Wydawców Prac Naukowych Universitas, 2009, ISBN 978-83-242-0956-9
- Heinrich Kunstmann – Tymoteusz Karpowicz. Listy 1959-1993, Atut Oficyna Wydawnicza, Wrocław 2011, ISBN 978-83-7432-577-6
- Heinrich Kunstmann: Die Slaven, Franz Steiner Verlag, 1996 ISBN 3-515-06816-3
- Heinrich Kunstmann: Böhmens Urslaven und ihr troianisches Erbe: Aus der Vorgeschichte der Premysliden, Verlag Dr. Kovač ISBN 3-8300-0102-9
- Heinrich Kunstmann: Tschechische Erzählkunst im 20. Jahrhundert, Böhlau Verlag 1997, ISBN 3-412-04774-0